# Mine de Tavt
La mine de Tavt (en mongol : Тавт) est une mine d'or située en Mongolie, dans la province de Bulgan. 
Le site a été découvert dans les années 1980 par des géologues russes.